# Fart og tempo

fart og tempo var et dansk tegneserieugeblad, der udkom i perioden 1966-1976. Herefter fortsatte det under navnet tempo til 1979. Bladet blev udgivet af Gutenberghus.
fart og tempo var karakteriseret ved at præsentere en lang række af de tegneserier, der kom på det frodige franske og hollandsk/belgiske marked i årene fra slutningen af 1950'erne. Bladet var på 32 sider i ca. A4-størrelse, og i hvert blad bragte man fortsatte uddrag af 5-6 serier, undertiden vekslende med små afsluttede historier. Uddragene var typisk fra 2 til 8-10 sider, og der blev bragt både humoristiske serier og spændingsserier.
Blandt de tegneserier, der udkom i fart og tempo kan nævnes:
- Allan Falk – krimiserie
- Asterix – humoristisk historisk serie
- Bernard Prince – spændingsserie på havet
- Blueberry – westernserie
- Bruno Brazil – agentserie
- Dan Cooper – flyverserie
- Familien Franval – eksotisk spændingsserie
- Lucky Luke – humoristisk westernserie
- Mark Breton (Michel Vaillant) – racerløbserie
- Red Kelly – westernserie
- Tim Corner – fodboldserie
- Tintin – humoristisk spændingsserie

Ud over tegneserierne var der i perioder også brevkasse, teksthistorier om utrolige hændelser eller opfindelser samt indlagte plakater, typisk med biler.
Bladets popularitet er foreviget i filmen Romantik på sengekanten (1973), hvor en hotelportier spillet af Benny Hansen har svært ved at løsrive sig fra et afsnit af Dan Cooper.